# Kasteel Huis ter Burcht

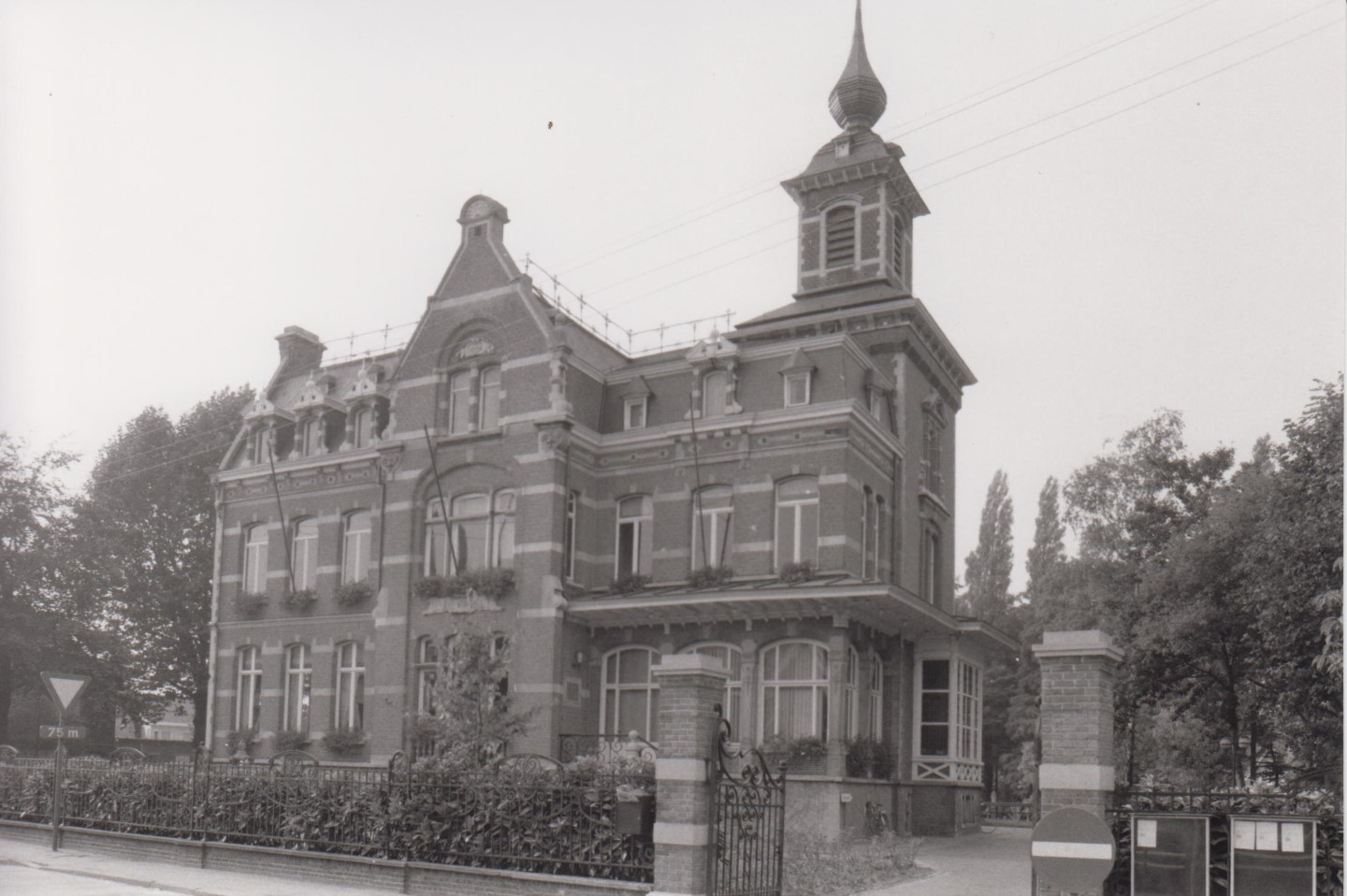
Huis ter Burcht

Het Kasteel Huis ter Burcht is een kasteel in de Oost-Vlaamse plaats en gemeente Evergem, gelegen aan de Fortune De Kokerlaan 11.

## Geschiedenis
Op deze plaats lag een middeleeuwse omgrachte burcht die gebouwd werd door de heren van Evergem, die na de invallen van de Vikingen waren aangesteld als voogden van de Gentse Sint-Baafsabdij. In de 14e eeuw werd het domein in leen uitgegeven en eind 16e eeuw as het eigendom van de familie Triest. In de 19e eeuw was het een buitenverblijf van de familie Papeleu van Poelvoorde. In 1884 werd het huidige kasteel gebouwd door Alfred de Limon Triest en diens vrouw Irena Triest de Gits'.
In 1922 werd het goed gekocht door Clement Fortuné de Koker en deze liet het domein in 1940 voor een belangrijk deel verkavelen. In 1958 werd het kasteel als gemeentehuis in gebruik genomen.

## Gebouw
Het betreft een kasteel in Vlaamse neorenaissancestijl, gelegen in een klein park met vijver. Kenmerkend is het klokkentorentje. Het interieur toont nog de originele plafonds en ook de burgemeesterskamer is nog in de oorspronkelijke stijl.